# Alberto Campana
Alberto Campana (Cagliari, 4 dicembre 1947) è un numismatico e biologo italiano.
Nato a Cagliari, dopo pochi anni si trasferì a Roma con la famiglia, città dove ancora abita. Qui ha compiuto gli studi, laureandosi nel 1971 in Scienze biologiche. Ha lavorato, fino a raggiungere l'età della pensione, come ricercatore tossicologo in un'importante azienda farmaceutica e ha pubblicato diversi lavori sperimentali e brevetti su farmaci.

## Biografia

### Monetazione degli insorti italici
Appassionatosi giovanissimo agli studi numismatici, vi ha dedicato molto del suo tempo libero. Nel 1987 ha pubblicato il volume La monetazione degli insorti italici durante la Guerra Sociale (91-87 a.C.). Il libro verte sulla cosiddetta monetazione della guerra sociale, ed è tuttora il testo di riferimento per questo tipo di monete.

## Zecche minori
Ricercatore metodico e appassionato, si è poi dedicato al Corpus Nummorum Antiquae Italiae, che è stato pubblicato a dispense sulla rivista Panorama Numismatico dal 1992 al 2003. L'opera, ben nota a chi si interessa di monete greche, comprende numerose monografie sulle cosiddette "zecche minori", e in particolare:

### Zecche minori d'Italia
Aesernia, Alba Fucens, Allifae, Aquinum, Ancona, Aquilonia, Ariminum, Carsioli, Cora, Firmum, Fistelia, Frentani, Hatria,  Iguvium, Larinum, Malventum/Beneventum, Meles, Pallanum?, Pitanati, Reate, Sanniti, Signia, Telesia, Tuder, Venafrum e Vestini

### Zecche minori di Sicilia
Abakainon, Adranon, Agyrion, Aitna-Inessa, Akis?, Akrai, Alontion, Alaisa Archonidea, Alaisa Etnea, Ameleson, Amestratos, Apollonia, Assoros, Atl (Mercenari), Enna, Entella, Erbessos, Eryx, Galaria, Herakleia Minoa, Herbita, Hipana, Hybla Megalas, Imachara, Kainon, Kalakte, Ietas, Kampanoi?, Kentoripa, Kephaloidion, Kimissa, Kronia, Lilybaion, Longane, Morgantina, Mytistraton, Nakone, Paropos, Petra, Megara Hyblaea, Menainon, Motya, Naxos, Piakos, Sergetai, Sileraioi, Solous, Stiela, Tauromenion, Tyndaris e Tyrrhenoi.

### Articoli di numismatica greca e romana
Moltissimi sono gli articoli di interesse numismatico da lui pubblicati per molti anni su Panorama Numismatico, che hanno riguardato non solo la monetazione greca, ma anche la monetazione romana, come, ad esempio, la serie dedicata alle "Monete d'oro della Repubblica romana".

### Studio delle contromarche applicate su monete siceliote
Col tempo i suoi interessi numismatici si sono indirizzati soprattutto  allo studio delle contromarche applicate su monete greche di Sicilia, in collaborazione con Giovanni Santelli. Dalla loro cooperazione è nato il libro L'epopea dionigiana - analisi storico-economica, preliminare allo studio della monetazione di Dionisio I, Signore di Siracusa (405 - 367 a.C.), pubblicato nel 2006, e numerosi articoli, apparsi quasi tutti sulla rivista Monete Antiche.

## Opere
- La monetazione degli insorti italici durante la Guerra Sociale (91-87 a.C.), Apparuti Edizioni, Soliera 1987;
- Corpus Nummorum Antiquae Italiae, Rep. di S. Marino 1992 - 2003;
- Con Giovanni Santelli, L'epopea dionigiana - analisi storico-economica, preliminare allo studio della monetazione di Dionisio I, Signore di Siracusa (405 - 367 a.C.), Formia-Cassino 2006